# Indice (editoria)

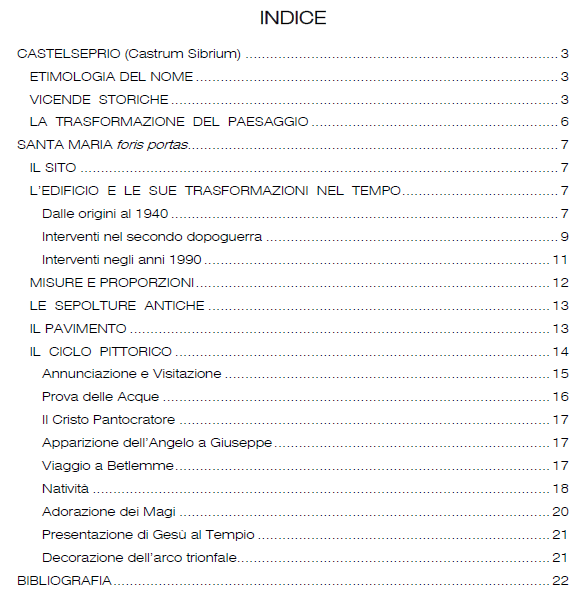
Esempio di indice dei contenuti con intestazioni di primo e secondo livello (capitoli e paragrafi) e indicazione dei numeri di pagina. La dimensione del carattere è la stessa.

In editoria l'indice dei contenuti (chiamato impropriamente anche sommario) è l'elenco ordinato dei titoli dei capitoli, ovvero delle varie parti di cui si compone un libro o un periodico (e, per esteso, un documento bibliografico). Nei libri, i titoli dei capitoli sono ordinati nella sequenza in cui appaiono, con l'indicazione della pagina in cui ciascun capitolo incomincia.

## Caratteristiche
L'indice dei contenuti può contenere: a) solo i titoli dei capitoli con le pagine; b) i titoli dei capitoli e dei paragrafi (intestazioni di secondo livello). Talvolta include anche le intestazioni di terzo livello (sottosezioni).

I diversi livelli di intestazione possono essere distinti ad esempio mediante l'allineamento: i titoli dei capitoli sono allineati a sinistra, mentre i titoli dei paragrafi rientrano.

L'indice stampato solitamente riporta, accanto al titolo del capitolo o sezione, il numero della pagina del volume in cui questo compare; negli indici di documenti digitali sono invece presenti (in alternativa o in accompagnamento ai numeri di pagina) i link per raggiungere ciascuna parte del testo con un clic (come succede in tutti gli ipertesti). Il formato e la posizione dei numeri di pagina variano in base alle scelte dell'editore e dell'autore del testo.
Nel caso in cui i numeri di pagina vengano indicati dopo il titolo del capitolo o sezione, potrebbero essere preceduti da caratteri quali punti o linee che partono dai titoli di capitolo o sezione sul lato opposto della pagina. In alternativa, i numeri di pagina possono collocarsi più vicini ai titoli, sempre sulla destra, oppure sulla sinistra, a precedere i titoli.
Solitamente, se un libro o un documento contiene capitoli, articoli, o storie di autori diversi, il nome dell'autore di solito appare nella tabella dei contenuti, accanto o sotto ai rispettivi titoli.
Esistono indici in cui viene inserita, di seguito al titolo, anche una sintetica descrizione del capitolo.
In alternativa all'indice a fine volume, esso può anche essere collocato all'inizio, tra il frontespizio e il testo. Questa modalità è abbastanza diffusa nella manualistica.
Solitamente un indice non include le parti di testo che precedono l'indice stesso, come, per esempio, capitoli introduttivi o note dell'autore, nonostante tutte le pagine siano numerate. Ci sono casi in cui l'indice e le pagine che lo precedono presentano una numerazione romana piuttosto che la classica numerazione araba, proprio per distinguere le parti del libro o documento.
Molti programmi di videoscrittura, come Microsoft Word, WordPerfect, e StarWriter, sono in grado di generare in automatico un indice dei contenuti.

## Esempi

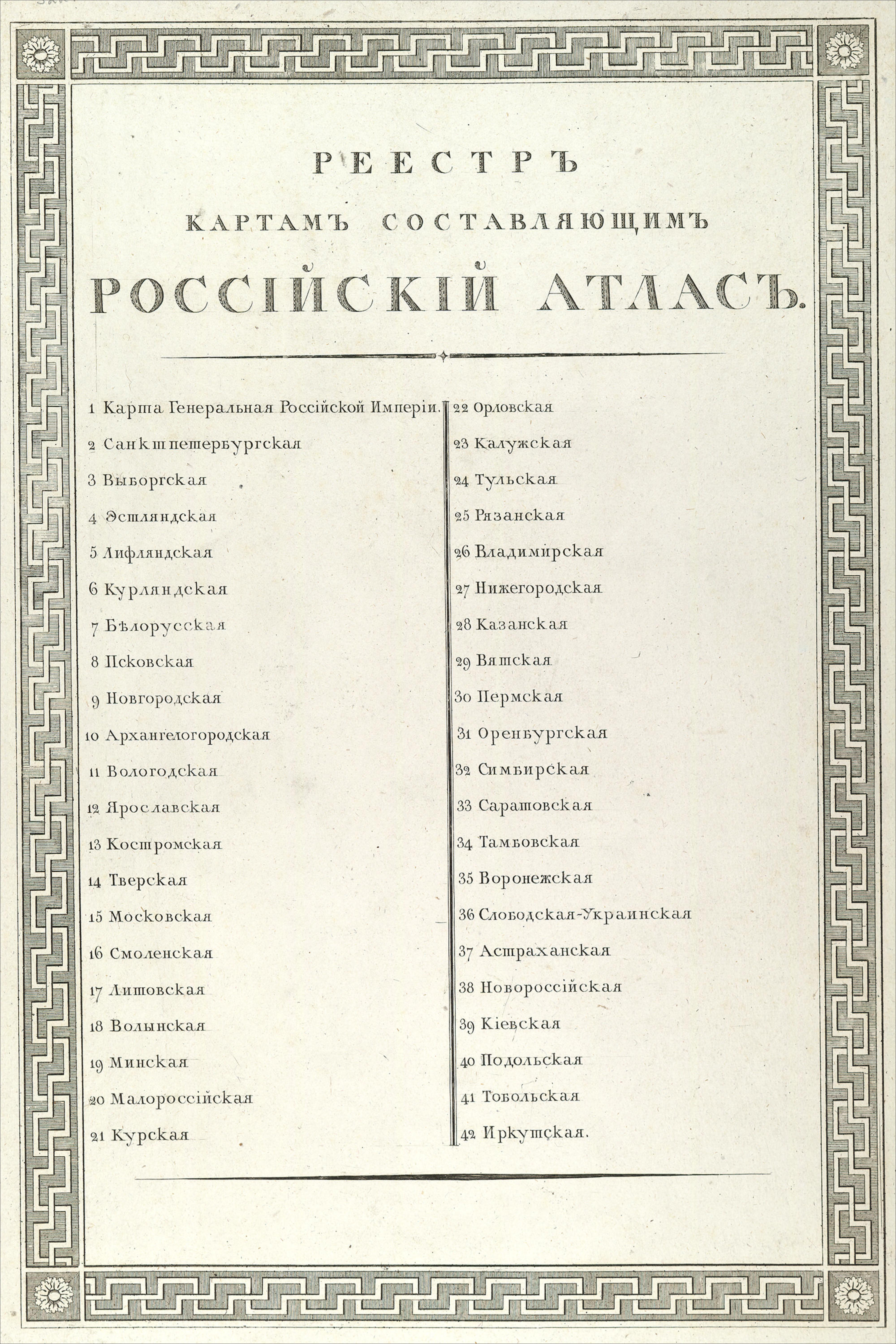
Indice di un atlante dell'Ottocento dell'Impero russo

Seguono alcuni esempi dei diversi tipi di indice:
- Numeri delle pagine preceduti da caratteri

```
Capitolo 1: Come iniziare . . . . . . . . . . . . . 1
  Introduzione  . . . . . . . . . . . . . . . . . . 2
  I primi passi . . . . . . . . . . . . . . . . . . 3
```

- Numeri delle pagine non preceduti da caratteri

```
Capitolo 1: Come iniziare    1
 Introduzione    2
 I primi passi    3
```

- Titoli dei capitoli con indicazione dell'autore:

```
1. Introduzione alla biologia - Arthur C. Smith   1
2. Microbiologia - Susan Jones   10
3. I progressi delle biotecnologie - T.C. Chang   24
```

- Indice con descrizioni dei capitoli:

```
Capitolo 1                                           3
  vediamo per la prima il nostro eroe e l'eroina, 
  partecipare al gran ballo di corte, che sarà 
  l'inizio di un viaggio inaspettato.
```

```
Capitolo 2                                          12
  Il viaggio prende una svolta inaspettata:
  i protagonisti incontrano la Regina delle Nevi
```

## Primi utilizzi
Plinio il Vecchio indica Quinto Valerio Sorano († 82 a.C.) come il primo autore ad aver fatto ricorso ad un indice dei contenuti per aiutare i lettori a consultare il suo scritto.